# Sakaimachi-dōri
Pour les articles homonymes, voir Sakaimachi.
Le Sakaimachi-dōri (堺町通, Sakaimachi-dōri) est une voie du centre-ville de Kyoto, dans les arrondissements de Nakagyō et de Shimogyō. Elle débute au Marutamachi-dōri et termine au Gojō-dōri (ja). Elle est interrompue entre Bukkōji-dōri (ja) et Takatsuji-dōri (ja).

## Description

### Situation
Le Sakaimachi-dōri est une rue de l'est de l'arrondissement de Nakagyō et du nord-est de celui de Shimogyō. Elle commence dans le quartier de Tachibana-chō (橘町) et termine dans celui de Shiogama-chō (ja) (塩竈町). La rue débute au Marutamachi-dōri (丸太町通), l'une des principales artères est-ouest de la ville, et termine au Gojō-dōri (ja) (五条通), l'une des principales artères est-ouest du centre-ville sud. La rue est interrompue entre Bukkōji-dōri (ja) (仏光寺通) et Takatsuji-dōri (ja) (高辻通) par le temple Bukkō-ji (仏光寺/佛光寺),. Elle suit le Yanaginobanba-dōri (ja) (柳馬場通) à l'est et précède le Takakura-dōri (ja) (高倉通) à l'ouest. Il s'agit de la cinquième rue à l'est de Karasuma-dōri (ja) (烏丸通), sous laquelle passe le métro de Kyoto et la cinquième à l'ouest de Teramachi-dōri (ja) (寺町通).
Quelques bouts de rue alignés avec Sakaimachi-dōri existent tout de même jusqu'à Shichijō-dōri (ja) (七条通), près de la gare de Kyoto.
La circulation se fait en sens unique du nord au sud. La rue fait environ 2 300 mètres de long,, séparés en un tronçon de 1 800 mètres et un de 500 mètres.

### Voies rencontrées
Du nord au sud, en sens unique. Les voies rencontrées de la droite sont mentionnées par (d), tandis que celles rencontrées de la gauche, par (g). Seules les rues ayant un nom sont listées.
1. Marutamachi-dōri (丸太町通)[1]
2. Takeyamachi-dōri (竹屋町通)[2]
3. Ebisugawa-dōri (夷川通)[2]
4. Nijō-dōri (二条通)[2]
5. Oshikōji-dōri (押小路通)
6. Oike-dōri (御池通)[2]
7. Aneyakōji-dōri (姉小路通)[2]
8. Sanjō-dōri (ja) (三条通)[2]
9. Rokkaku-dōri (六角通)
10. Takoyakushi-dōri (蛸薬師通)[2]
11. Nishikikōji-dōri (錦小路通)[2]
12. Shijō-dōri (ja) (四条通)[2]
13. Ayanokōji-dōri (ja) (綾小路通)
14. Bukkōji-dōri (ja) (仏光寺通) [interruption de la rue][1]
15. Takatsuji-dōri (ja) (高辻通) [réapparition de la rue][1]
16. Matsubara-dōri (ja) (松原通)
17. Manjuji-dōri (ja) (万寿寺通)
18. Gojō-dōri (ja) (五条通)[1]

- Sources : (ja) Université Ritsumeikan Asia Pacific (en), « 近代京都オーバーレイマップ », sur Art Research Center,‎ 2024 (consulté le 13 février 2024).

### Transports en commun
Les bus du réseau d'autobus de Kyoto (ja) ne passent par sur la rue. Les arrêts les plus proches de la rue sont sur Karasuma-dōri, à cinq minutes de marche ; les plus importants sont Karasuma-Marutamachi (烏丸丸太町《地下鉄丸太町駅》, lignes 10, 51, 65, 93, 202, 204), Karasuma-Oike (烏丸御池, lignes 15, 51, 65), Shijō-Karasuma (四条烏丸《地下鉄四条駅》, lignes 3, 5, 8, 11, 12, 13, 26, 27, 29, 31, 32, 43, 46, 52, 55, 58, 65, 91, 201, 203, 207, Boucle13, Spécial13) et Karasuma-Gojō (烏丸五条, lignes 5, 26, 43, 73, 80, Métro). On trouve aussi les arrêts Saibansho-mae (裁判所前, lignes 10, 65, 93, 202, 204), au carrefour de Marutamachi et Yanaginobanba, Sakaimachi-Oike (堺町御池, lignes 15, 51), Shijō-Takakura (四条高倉, lignes 3, 5, 11, 12, 31, 32, 46, 58, 201, 203, 207) et Gojō-Takakura (五条高倉, lignes 5, 80).
Les stations du métro de Kyoto les plus proches sont sur Karasuma-dōri (ja), à sept minutes de marche : Marutamachi, Shijō, en correspondance avec la ligne Tōzai, et Gojō, sur la ligne Karasuma.

## Odonymie
Sakaimachi (堺町) signifie « quartier de la frontière », et fait référence au fait que lors de sa création, la rue marquait la limite entre la zone urbaine de la ville et la campagne,.
Près de Shijō-dōri, la rue est surnommée « Kameya no tsukinuke » (亀屋突抜),.
La rue est nommée dans le « Teragokō » (寺御幸), la chanson des rues de Kyoto pour les rues nord-sud.

## Histoire
Sakaimachi-dōri n'existait pas à la création de la capitale impériale en 794, et apparaît en 1590 lors du réaménagement territorial de l'ère Tenshō (ja) (天正の地割, Tenshō no jiwari) par Toyotomi Hideyoshi, durant le dernier quart du XVIe siècle. Elle marquait alors la limite entre la zone urbaine et la campagne. À l'époque de son ouverture, la rue s'étendait également au-delà de Marutamachi jusqu'à Demizu-dōri. Cependant, à la suite de l'agrandissement du palais impérial après l'incendie du Hōei (ja) (宝永の大火), qui a dévasté le quartier impérial et le palais de la vieille capitale en 1708, la partie nord de la rue est supprimée. Pour relocaliser les maisons déplacées pour l'agrandissement du palais et du jardin impérial, une nouvelle rue est ouverte de l'autre côté du fleuve Kamo dans l'arrondissement de Sakyō, le Shinsakaimachi-dōri (新堺町通), ou « nouveau Sakaimachi-dōri ».
Au courant de l'époque d'Edo, de nombreux marchands de bois étaient établis sur la rue, qui a ainsi acquis le surnom de « Zaimokuya-dōri » (材木屋通), « rue des négociants du bois ». D'autres noms de quartiers sur la rue perpétuent la mémoire de cette industrie anciennement présente, comme Sugiya-chō (杉屋町) et Marukizaimoku-chō (丸木材木町).

## Patrimoine et lieux d'intérêt
On trouve sur la rue plusieurs maisons de ville traditionnelles, dont un certain nombre rénovées en galeries d'art ou en restaurants. Des exemples notables incluent la succursale principale d'Inado Coffee (ja) (イノダコーヒ) et la galerie d'art Sakaimachi (堺町画廊).
Au nord de la rue, après Marutamachi, se trouve la porte Sakaimachi (堺町御門), menant au Kyoto Gyoen, le jardin du palais impérial. Durant l'époque d'Edo (1603-1868), durant la rébellion des portes Hamaguri, un important affrontement a lieu devant la porte,. Juste au sud de Marutamachi se trouve la confiserie Matsuya Tokiwa (松屋常盤), fabricant de pâte sucrée « Kinton » ouverte en 1652.
Au carrefour avec Ebisugawa se trouve le musée de l'ameublement traditionnel de Kyoto (京指物資料館), opéré par la famille d'artisans du meuble Miyagawa (宮崎家具). Juste au nord de Nijō y est situé le musée du saké Kinshi Masamune (キンシ正宗・堀野記念館), ouverte dans une ancienne brasserie de saké fondée en 1781. L'entreprise a relocalisé ses activités principales dans l'arrondissement de Fushimi. Au nord d'Oike se trouve Fukushima Katsuo (福島鰹), transformateur de bonite ouvert depuis 1922.
Au nord de Takoyakushi se trouve une stèle commémorant la résidence d'Ishida Baigan (石田 梅岩), un philosophe de l'époque d'Edo. Au carrefour avec Nishikikōji, la rue croise la très populaire rue commerçante du marché de Nishiki (錦市場).
Avant Matsubara, une stèle sur une maison porte l'inscription « tombe de Yūgao » (夕顔塚), car Yūgao (ja) (夕顔), personnage du Dit du Genji (源氏物語), y aurait vécu. Au sud de Matsubara se trouve une stèle commémorant le « puits de l'Alliance d'or » (鉄輪井戸). Une légende raconte qu'une femme et son époux qui ne s'entendaient pas bien y résidaient a la femme a placé une malédiction sur son mari, puis une fois sa malédiction exaucée, elle est morte près d'un puits, qui a plus tard été connu pour pouvoir briser des alliances.

Quelques lieux d'intérêts
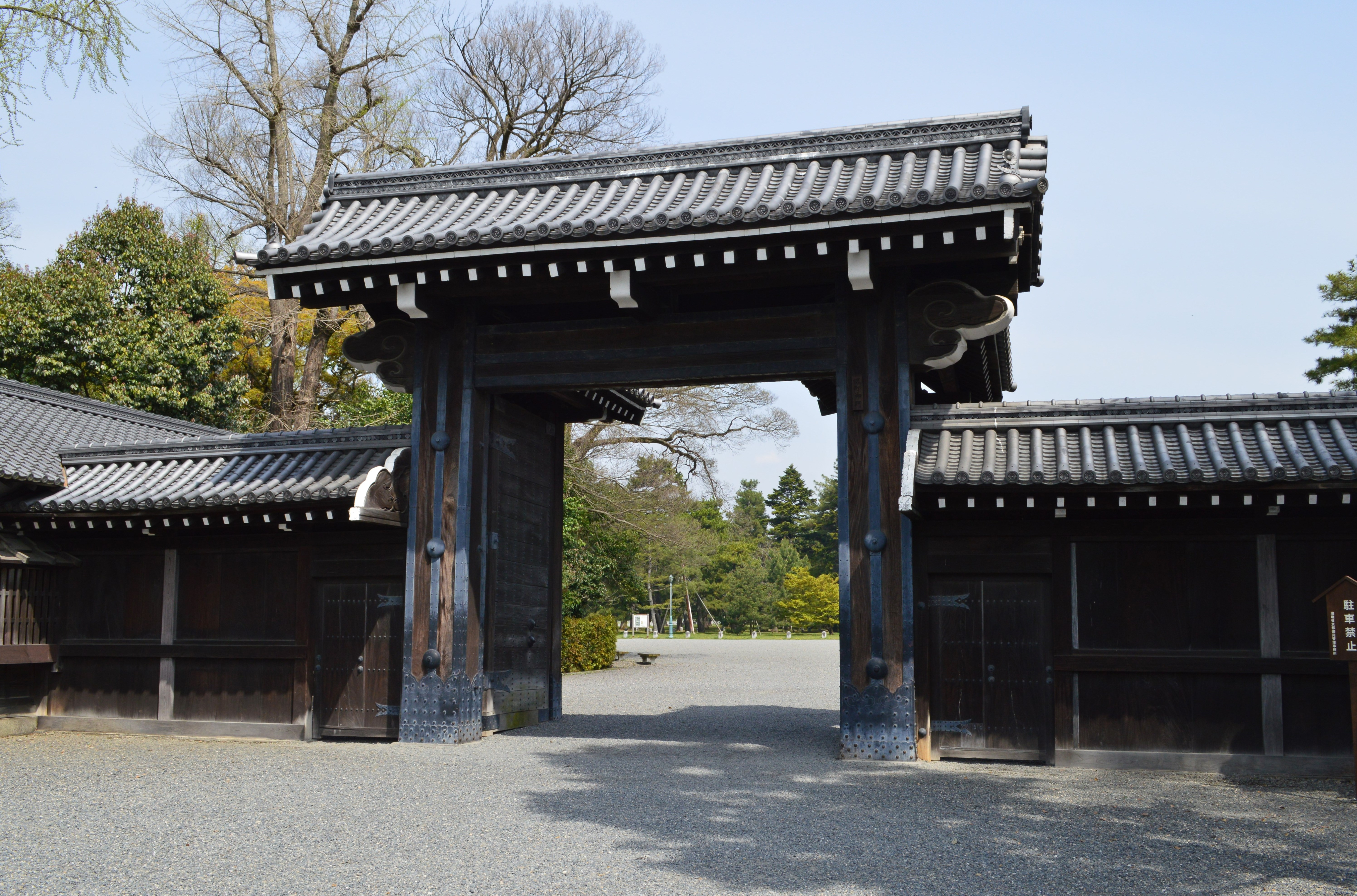
Porte Sakaimachi
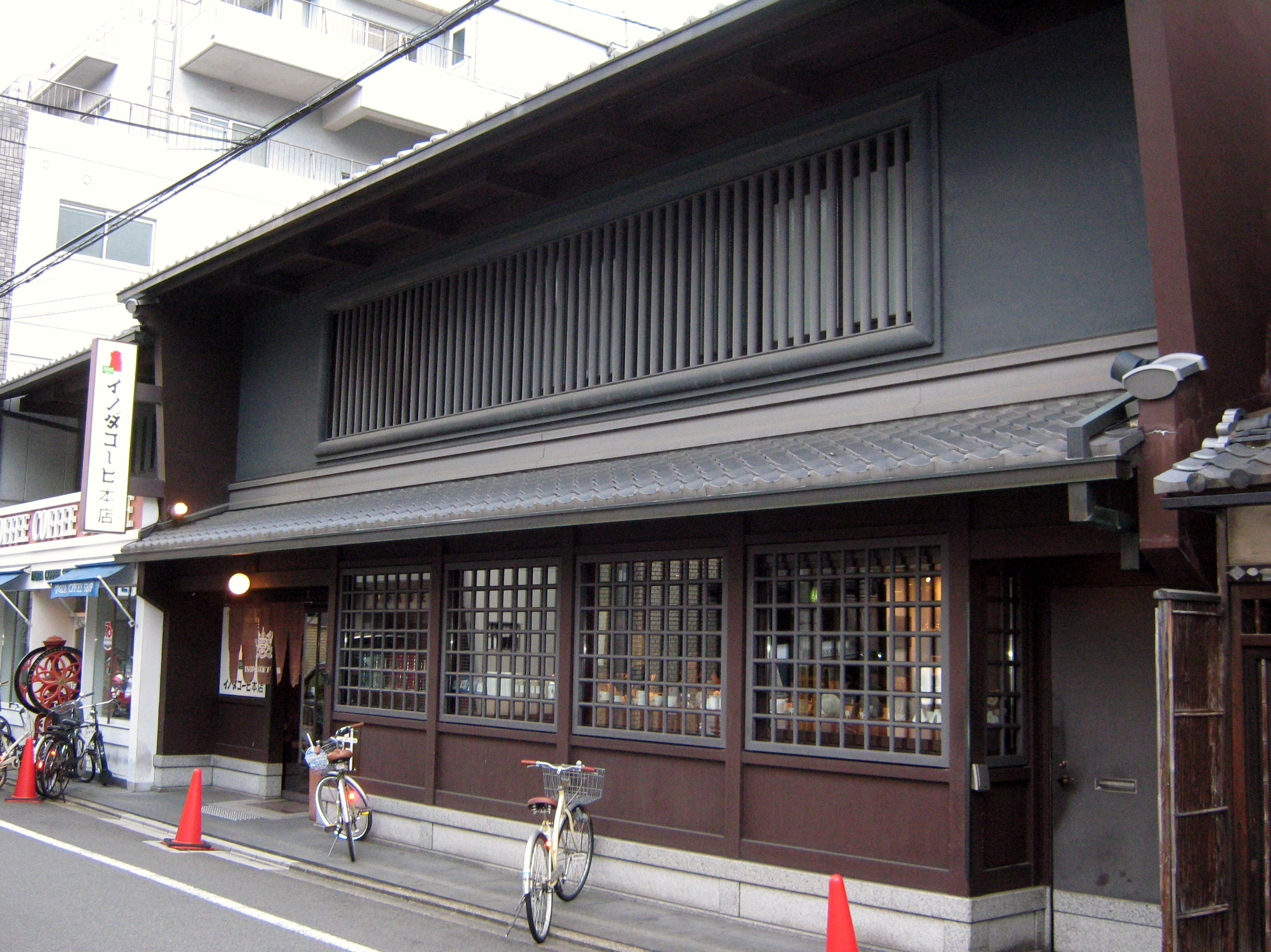
Inoda Coffee
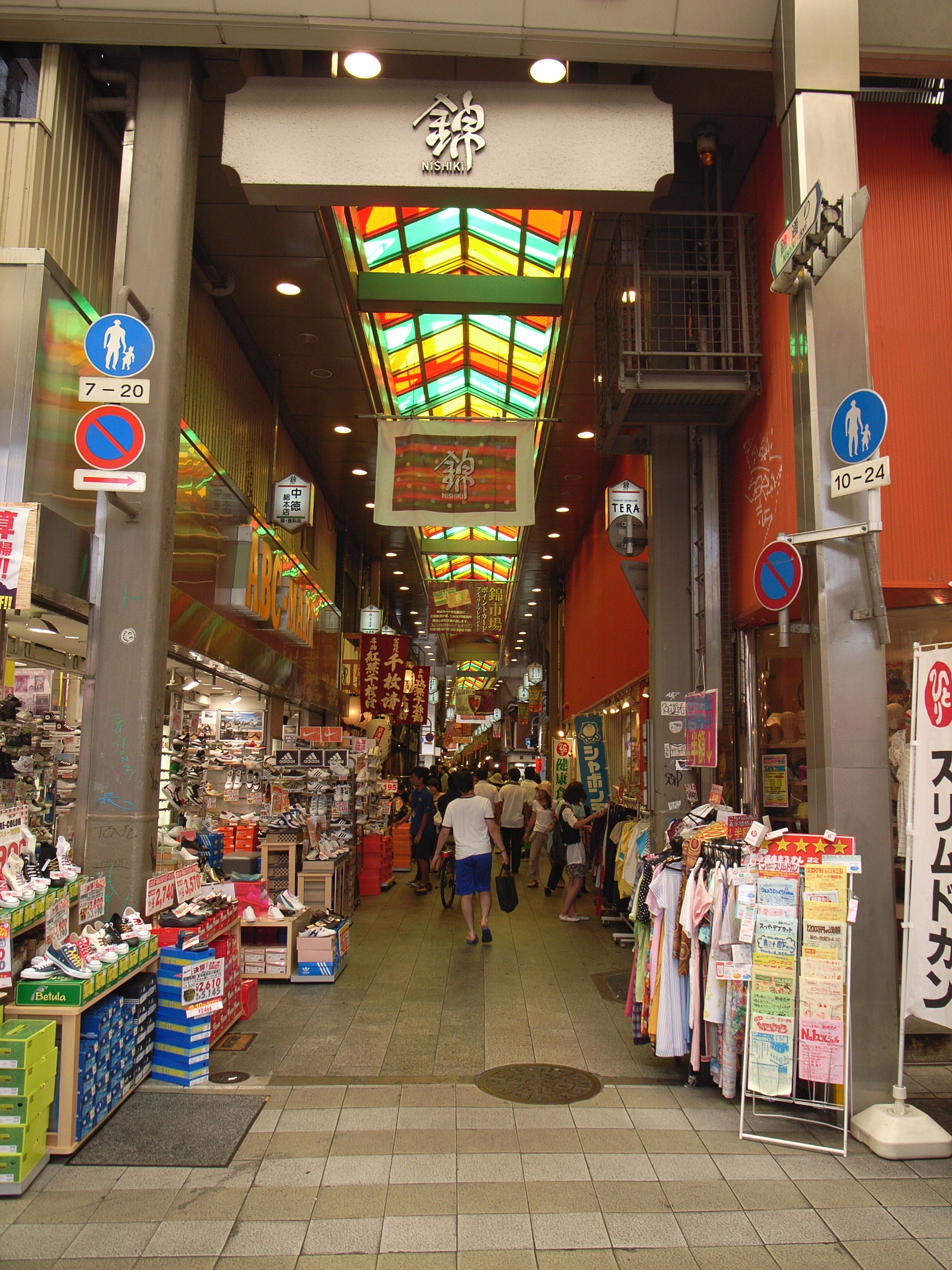
Marché Nishiki